# Патрульно-постовая служба
Патрульно-постовая служба (ППС) — структурное подразделение в составе МВД России, задачами которого являются предупреждение и пресечение правонарушений на улицах и в общественных местах.
Особое место в работе патрульно-постовой службы занимает профилактика правонарушений — в частности, удаление с улиц и других общественных мест граждан, нарушающий общественный порядок.
ППС входит в состав Главного управления по обеспечению охраны общественного порядка и координации взаимодействия с органами исполнительной власти субъектов Российской Федерации.
Датой образования патрульно-постовой службы принято считать 2 сентября 1923 года. Этот день выбран не случайно. Именно тогда объявлена «Инструкция постовому милиционеру», в которой изложены общие положения о постовой службе, права и обязанности  ее работников. Со дня издания Инструкции начат отсчет деятельности патрульно-постовой службы в качестве структурных подразделений органов внутренних дел. С тех пор цели и задачи службы остаются неизменными. Патрульно-постовая служба является основным подразделением, отвечающим за охрану общественного порядка на всей территории страны.